# Yolanda Be Cool
Yolanda Be Cool är en australiensisk musikgrupp bildad 2009 bestående av Sylvester Martinez och Johnny Peterson som tillsammans med producenten DCUP under sommaren 2010 hade en världs-hit med låten We No Speak Americano. Låten har Renato Carosones låt "Tu vuò fà l'americano" från 1956 som förlaga.
We No Speak Americano har toppat hitlistorna i bland annat Tyskland, Österrike, Irland, Storbritannien, Danmark, Nederländerna, Sverige och Belgien. Och hamnat högt upp i ett flertal andra länder.
Namnet Yolanda Be Cool kommer från en scen ur filmen Pulp Fiction där karaktären Jules, spelad av Samuel L. Jackson, skriker "Yolanda, be cool!" till rånaren Yolanda, spelad av Amanda Plummer.

## Diskografi
- 2009 – "Afro Nuts"
- 2009 – "Holy Cow"
- 2010 – We No Speak Americano